# Eleocharis elliptica
Eleocharis elliptica är en halvgräsart som beskrevs av Carl Sigismund Kunth. Eleocharis elliptica ingår i släktet småsäv, och familjen halvgräs. Inga underarter finns listade i Catalogue of Life.